# Sol bemol maior
Sol bemol maior (abreviatura no sistema Europeu Sol♭ M e no Americano G♭) é a tonalidade que consiste na escala maior de sol bemol e contém as notas sol bemol, lá bemol, si bemol, dó bemol, ré bemol, mi bemol, fá e sol bemol. A sua armadura contém, pois, seis bemóis. A sua tonalidade relativa é mi bemol menor e a sua paralela sol bemol menor. É enarmônica de fá sustenido maior.

## Composições clássicas em sol bemol maior
- Estudo para Piano Opus 10 em Sol Bemol Maior[1] - Frédéric François Chopin